# Вьедма (вулкан)
Вье́дма (исп. Volcán Viedma) — вулкан. Располагается в провинции Санта-Крус, Чили, недалеко от границы с Аргентиной. Находится юго-восточнее вулкана Лаутаро.
Вьедма состоит из 4 кальдер диаметром от 1,5 до 4 км, расположенных в направлении с севера на восток. Особенность вулкана в том, что он активен под ледяной шапкой и извержение характеризуется как подлёдный тип, что является довольным редким явлением в вулканической деятельности. Вулкан окружён нунатаками. Сложен дацитами, которые накрывают толстый слой льда.
Единственное извержение, произошедшее в 1988 году состоял из грязевых потоков, селей и пемз, которое достигло озера Вьедма.